# Divice
Divice jsou vesnice a část obce Vinařice, nacházejí se devět kilometrů jižně od Loun. Dominantou vesnice je věž tvrze ze čtrnáctého století.

## Název
Název vesnice je odvozen z osobního jména Diva ve významu ves lidí Divových. V historických pramenech se název objevuje pouze ve tvarech „de Dywicz“ (1318, 1382), „in villa Dywiczich“ (1382).

## Historie
První písemná zmínka o Divicích pochází z roku 1318, kdy vesnici vlastnili vladykové Oneš, Juřík a Vratislav. Už tehdy v ní stálo panské sídlo, s jehož majiteli jsou další dějiny Divic úzce spjaté. Po třicetileté válce ve vsi podle berní ruly z roku 1654 stálo sedm obydlených usedlostí, z nichž tři byly selské.

## Obyvatelstvo
|                                                                        | 1869 | 1880 | 1890 | 1900 | 1910 | 1921 | 1930 | 1950 | 1961 | 1970 | 1980 | 1991 | 2001 | 2011 |
| ---------------------------------------------------------------------- | ---- | ---- | ---- | ---- | ---- | ---- | ---- | ---- | ---- | ---- | ---- | ---- | ---- | ---- |
| Obyvatelé                                                              | 339  | 374  | 388  | 406  | 374  | 387  | 336  | 227  | 166  | 129  | 96   | 71   | 76   | 82   |
| Domy                                                                   | 54   | 62   | 61   | 71   | 69   | 71   | 79   | 84   | —    | 53   | 39   | 70   | 70   | 70   |
| Počet domů z roku 1961 je zahrnut v celkovém počtu domů obce Vinařice. |      |      |      |      |      |      |      |      |      |      |      |      |      |      |

## Pamětihodnosti
Jádrem vesnice byla tvrz, u které vznikla náves s kapkovitým půdorysem. Od středu vesnice je oddělená osada Průhon v údolí Smolnického potoka. Náves si, i přes drobné modernizace, uchovala původní ráz a hodnotný je také celkový charakter vsi v chmelařské krajině severního Džbánu.
Na návsi stojí památkově chráněná kaple kaple svaté Anny z roku 1893. Druhou kulturní památkou ve vesnici je divická tvrz, jejíž dominantou je mohutná třípatrová věž původně ze čtrnáctého století. V šestnáctém století byla tvrz přestavěna na renesanční zámek, ale velká část jeho budov zanikla v roce 1810.
Mezi nejlépe dochované stavby lidové architektury ve vsi patří klasicistní dům čp. 14 s nárožní bosáží a kapličkovým výklenkem mezi okny. Střechu člení dlouhé „chmelové“ vikýře. Vysoké polopatro určené k sušení chmele se zachovalo také u domu čp. 13. Dům čp. 8 z roku 1891 má fasádu členěnou lizénami. Eklektickou fasádu mají stavení čp. 48 a 64. Druhé z nich bývalo výměnkem usedlosti čp. 12. Nejníže v údolí potoka stojí budovy (čp. 19 a 78) bývalého válcového mlýna z roku 1921 a chmelové sušárny.

## Osobnosti
- Jan Nepomuk Vent (1745–1801), český houslista, hobojista a hudební skladatel
- Jan Nepomuk Vojtěch Maxant (1755–1838), hudební skladatel, hudebník a pedagog

## Galerie

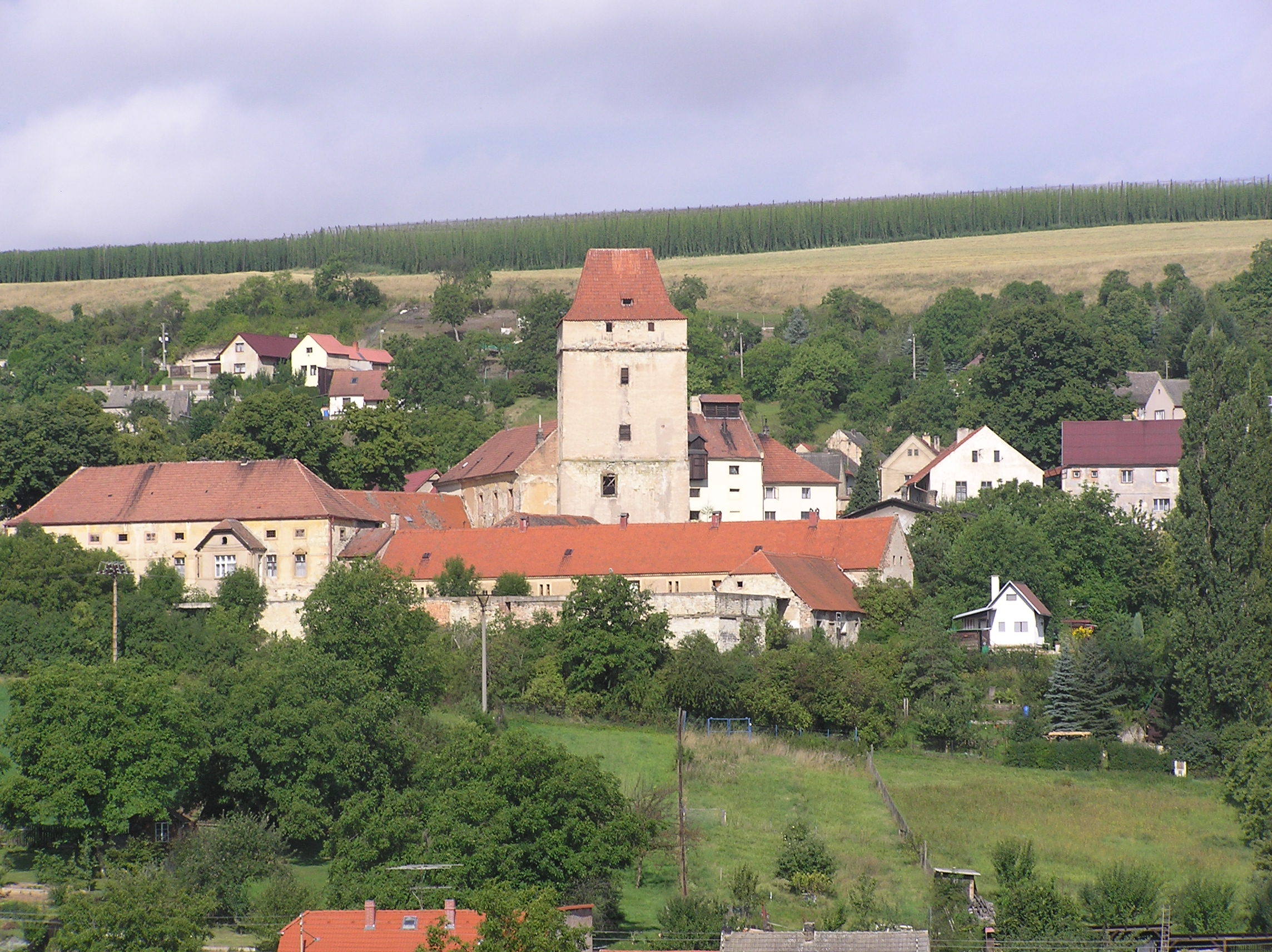
Panoráma vesnice s tvrzí a zámkem
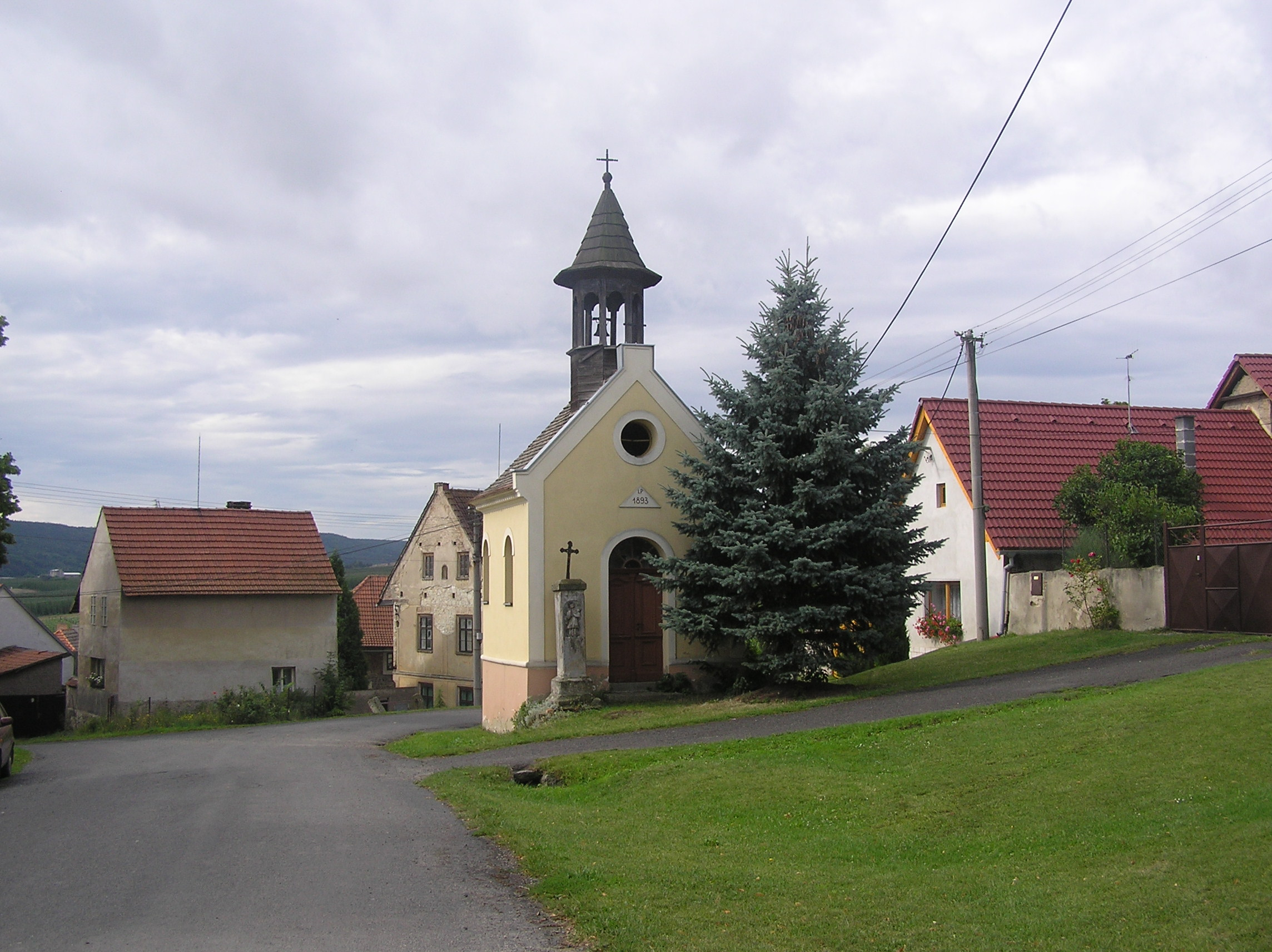
Kaple sv. Anny s barokním křížkem
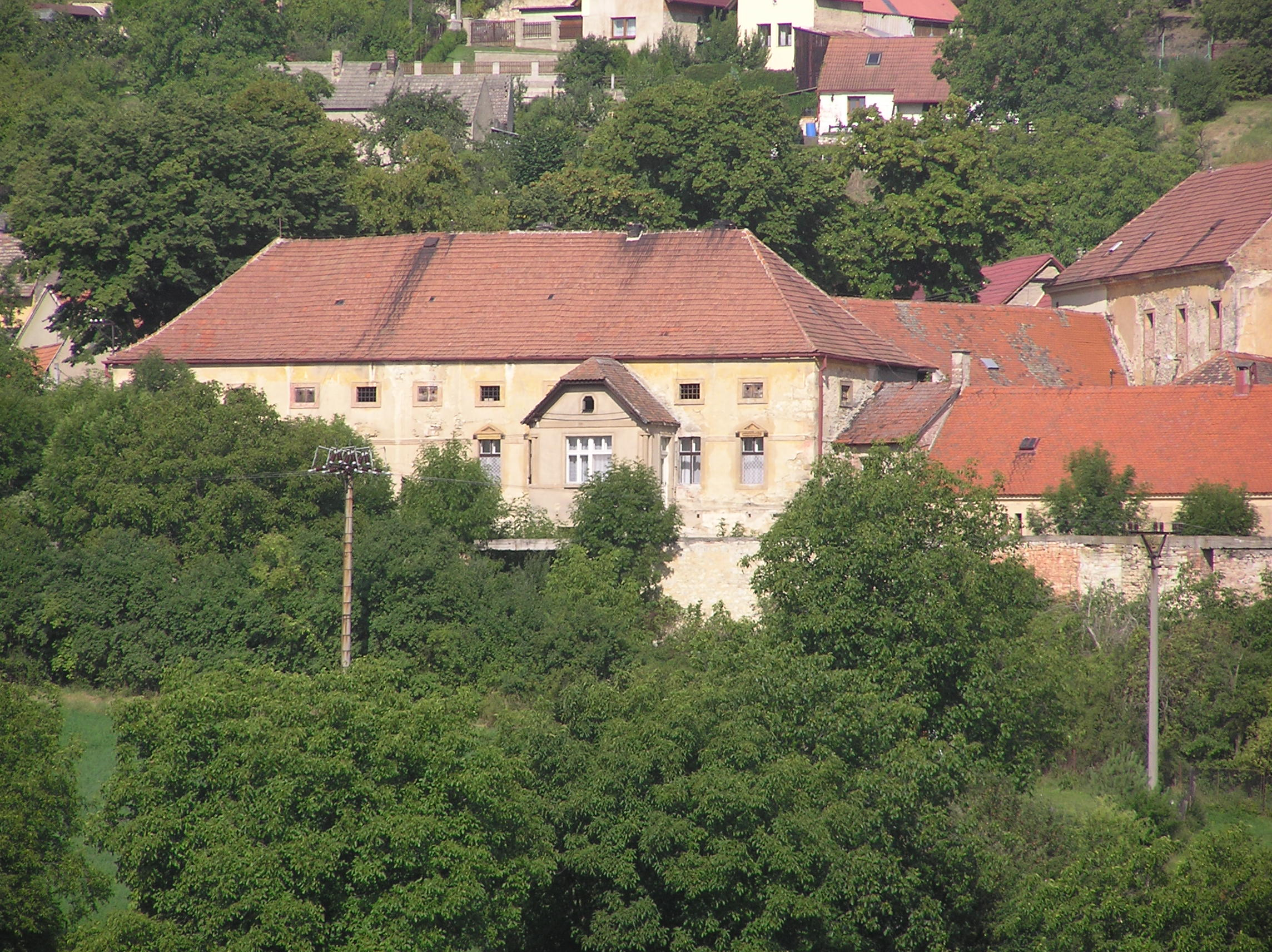
Barokní zámecká budova
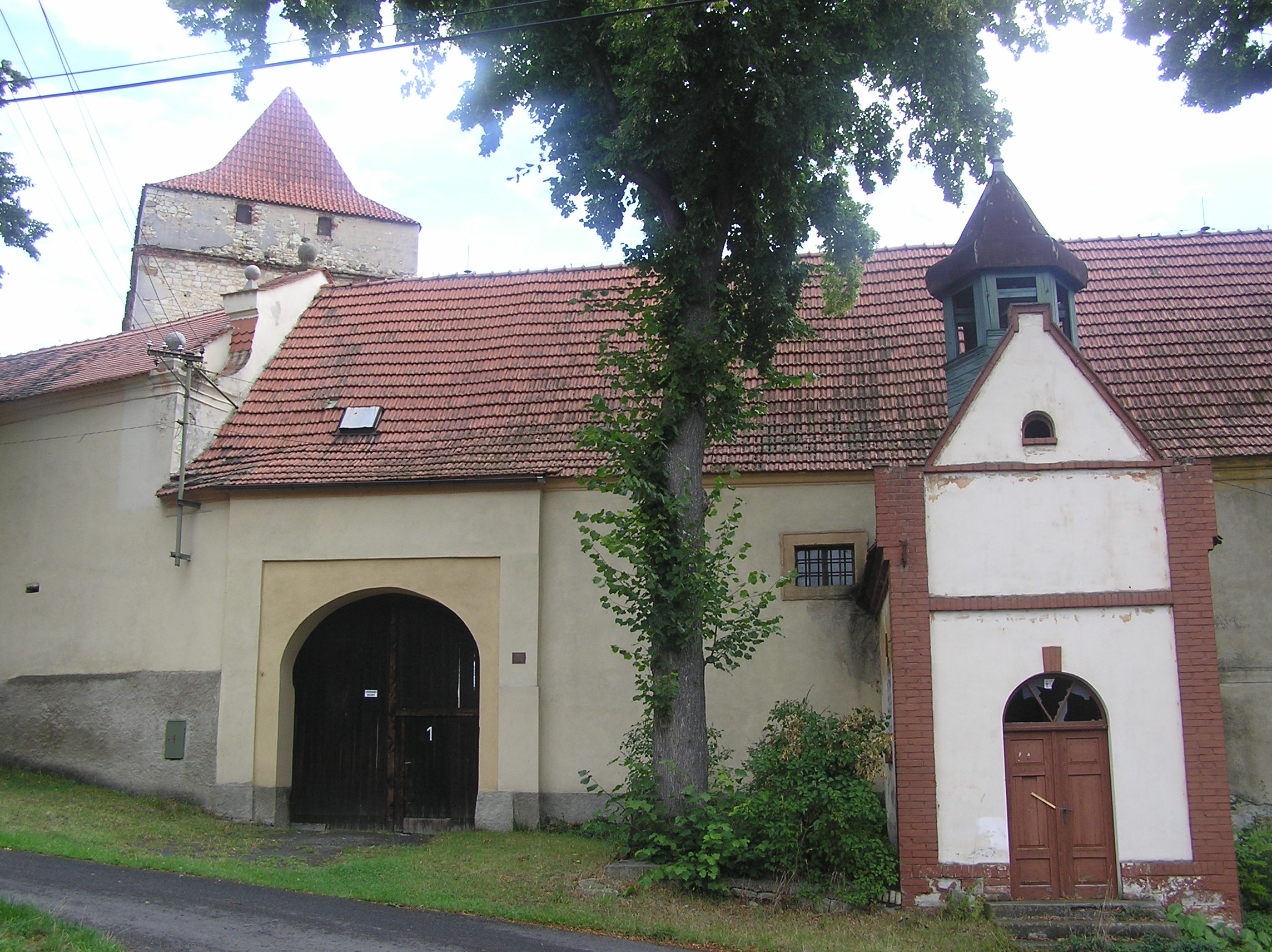
Zvonička u vchodu do zámku